# Friedrich von Bothmer
Friedrich Graf von Bothmer (11 tháng 9 năm 1805 tại München – 29 tháng 7 năm tại 1886) là một sĩ quan quân đội Bayern, làm đến cấp Thượng tướng Bộ binh. Ông đã tham gia trong nhiều trận thắng của người Đức trong cuộc chiến tranh với Pháp (1870 – 1871).

## Tiểu sử
Bothmer sinh ra một gia đình quý tộc và sau khi học xong Trung học tại Wilhelmsgymnasium München (ngày nay) vào năm 1825 ông học tại Würzburg, nơi ông gia nhập Liên đoàn Sinh viên Franconia. Sau đó, vào năm 1827, ông gia nhập Trung đoàn Pháo binh số 2 của Bayern với tư cách là một Thiếu Sinh quân quý tộc (Junker), nhưng vào năm 1833 ông giải ngũ với quân hàm Trung úy rồi chuyển sang quân đội Hy Lạp dưới triều vua Óthon, một thành viên của Vương triều Wittelsbach đang trị vì xứ Bayern. Sau 6 tháng phục vụ, ông được phong cấp Đại úy, và đã thể hiện khả năng của mình trong cuộc trấn áp quân nổi dậy Messenier và Mainoten. Về sau này, ông được phép trở lại quân ngũ Bayern với cấp bậc Thượng tá, đến năm 1847 được lên cấp Đại úy và vào năm 1848 được bổ nhiệm làm sĩ quan phụ tá của Thống chế Hoàng thân Karl của Bayern.
Đến năm 1866, trong cuộc Chiến tranh Áo-Phổ, Bothmer, với quân hàm Thiếu tướng đã chỉ huy lực lượng pháo binh trừ bị của Bayern trong Chiến dịch Main. Trên cương vị này, ông đã tham gia trong các trận đánh tại Kaltennordheim và Bad Kissingen.
Vào năm 1870, khi cuộc Chiến tranh Pháp-Đức, Bothmer được bổ nhiệm làm Tư lệnh của Sư đoàn Bayern số 4, với cấp bậc Trung tướng. Trong cuộc tấn công vào quân Pháp ở Wissembourg tại Alsace vào ngày 4 tháng 8 năm 1870, sư đoàn của ông, gồm 1 vạn bộ binh và 500 kỵ binh, đóng vai trò như lực lượng tiền vệ của Quân đoàn II của Bayern dưới quyền chỉ huy của tướng Jakob von Hartmann, cũng như của Binh đoàn thứ ba của Phổ - Đức do Thái tử Phổ là Friedrich Wilhelm thống lĩnh. Ông đã thể hiện tài dụng binh của mình trong các trận chiến tại Frœschwiller-Wœrth, Sedan và trong cuộc vây hãm Paris. Ngoài ra, sư đoàn của ông cũng tiến hành cuộc vây hãm Marsal từ ngày 13 cho đến ngày 14 tháng 8 năm 1870, nhanh chóng buộc quân đội Pháp đồn trú ở Marsal phải đầu hàng.
Sau thắng lợi của Đức trong cuộc chiến tranh, Bothmer được bổ nhiệm làm Thanh tra Pháo binh và Vận chuyển quân đội. Vào năm 1877, ông được thăng quân hàm Thượng tướng Bộ binh, đến năm 1879, ông thỉnh cầu Bộ trưởng Chiến tranh Maillinger thành lập Bảo tàng Quân đội Bayern.
Sau năm 1883, vị tướng về hưu sống ở quê nhà München của ông cho đến khi ông từ trần ngày 29 tháng 7 năm 1886.